# Hermann Ludloff
Heinrich Wilhelm Hermann Ludloff (* 4. Januar 1828 in Niederfüllbach; † 29. August 1898 in Billmuthausen) war ein sachsen-meiningischer Landtagsabgeordneter, Domänenpächter und Rittergutsbesitzer.

## Leben
Hermann Ludloff war der älteste Sohn von Johann Rudolf Friedrich Ludloff und Bruder von Otto Ludloff. Er besuchte das Gymnasium Sondershausen und die Realschule Meiningen. Anschließend studierte er nach einer landwirtschaftlichen Ausbildung in Jena Landwirtschaft.

### Verwaltertätigkeiten
1855 pachtete er die Domäne Neuhof bei Heldburg und 1861 wurde er immer noch als Domänenpächter für Neuhof und Völkershausen aufgeführt. Seit ca. 1874 war Ludloff Domänenbesitzer von Billmuthausen.

### Landtags- und Vereinstätigkeiten
Von ca. 1860 an war Ludloff, gemeinsam mit z. B. Eduard Rückert, Mitglied des Landtags von Sachsen-Meiningen. 1867 wurde er noch als Landtagsabgeordneter geführt. Er war von ca. 1861 bis 1869 Direktor des deutschen landwirtschaftlichen Vereins und Ackerbauschulen für Sachsen-Meiningen. 1876 war er Gründungsmitglied und gemeinsam mit Freiherr von Thüngen erster Präsident der Versammlung der Steuer- und Wirthschaftsreformer.
Hermann Ludloff war Freimaurer, verheiratet und hatte fünf Kinder.